# Dwór (budynek)

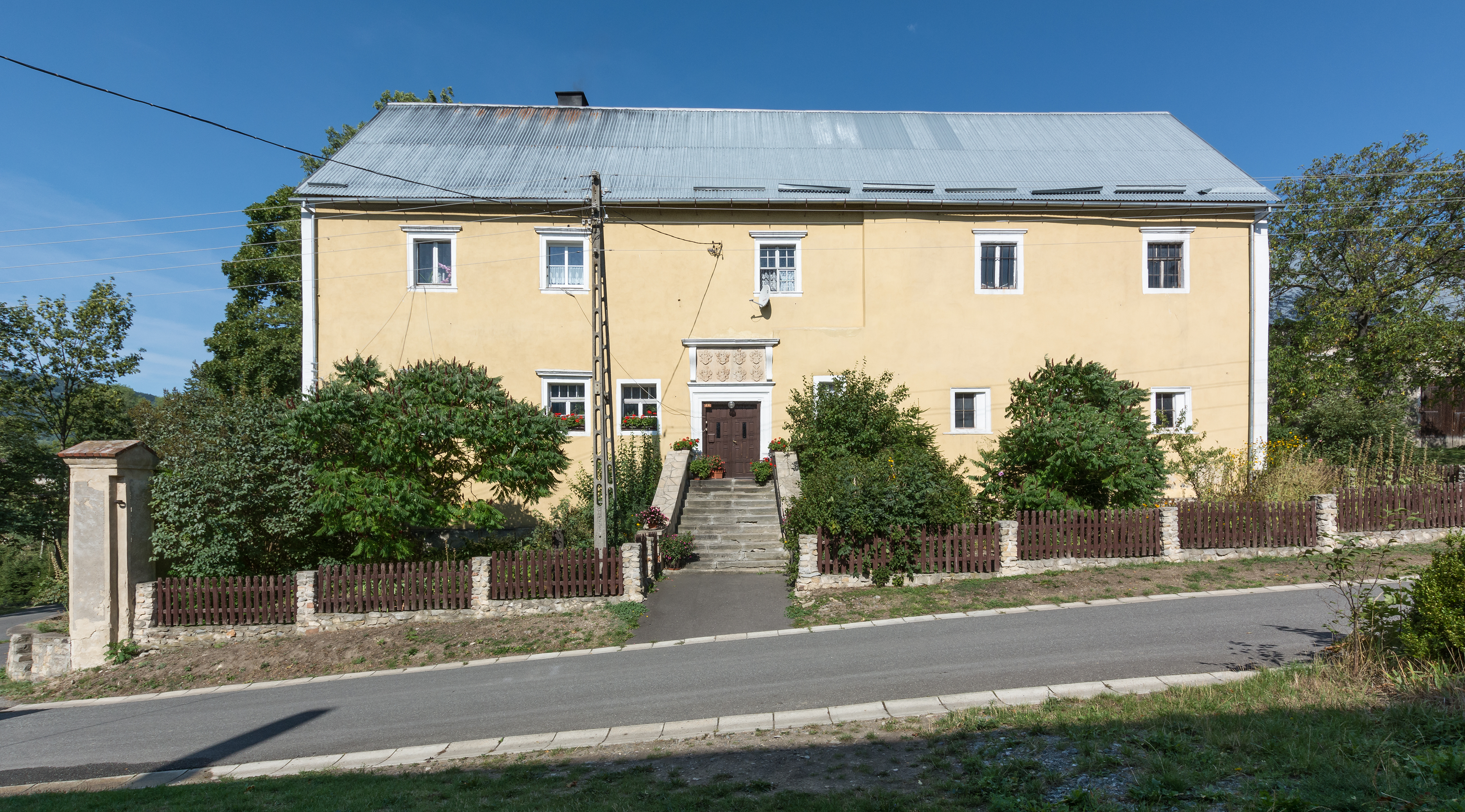
Dwór środkowy w Starej Łomnicy

Dwór (łac. curia, niem. Hof) – mieszkalna lub mieszkalno-obronna siedziba szlachty lub ziemiaństwa, położona w posiadłości ziemskiej. Budowana niejednokrotnie w miejscu zamku. W XVI w. przybrała formę rezydencji o charakterze dworu obronnego (niem. feste), który przekształcił się z zamku lub wieży obronnej. Często dwór podobny był do zamku na wodzie, otoczony fosą, do którego prowadził most zwodzony, czyli posiadał jego atrybuty. Dwór funkcjonował na prawie rycerskim, był lennem lub alodium.

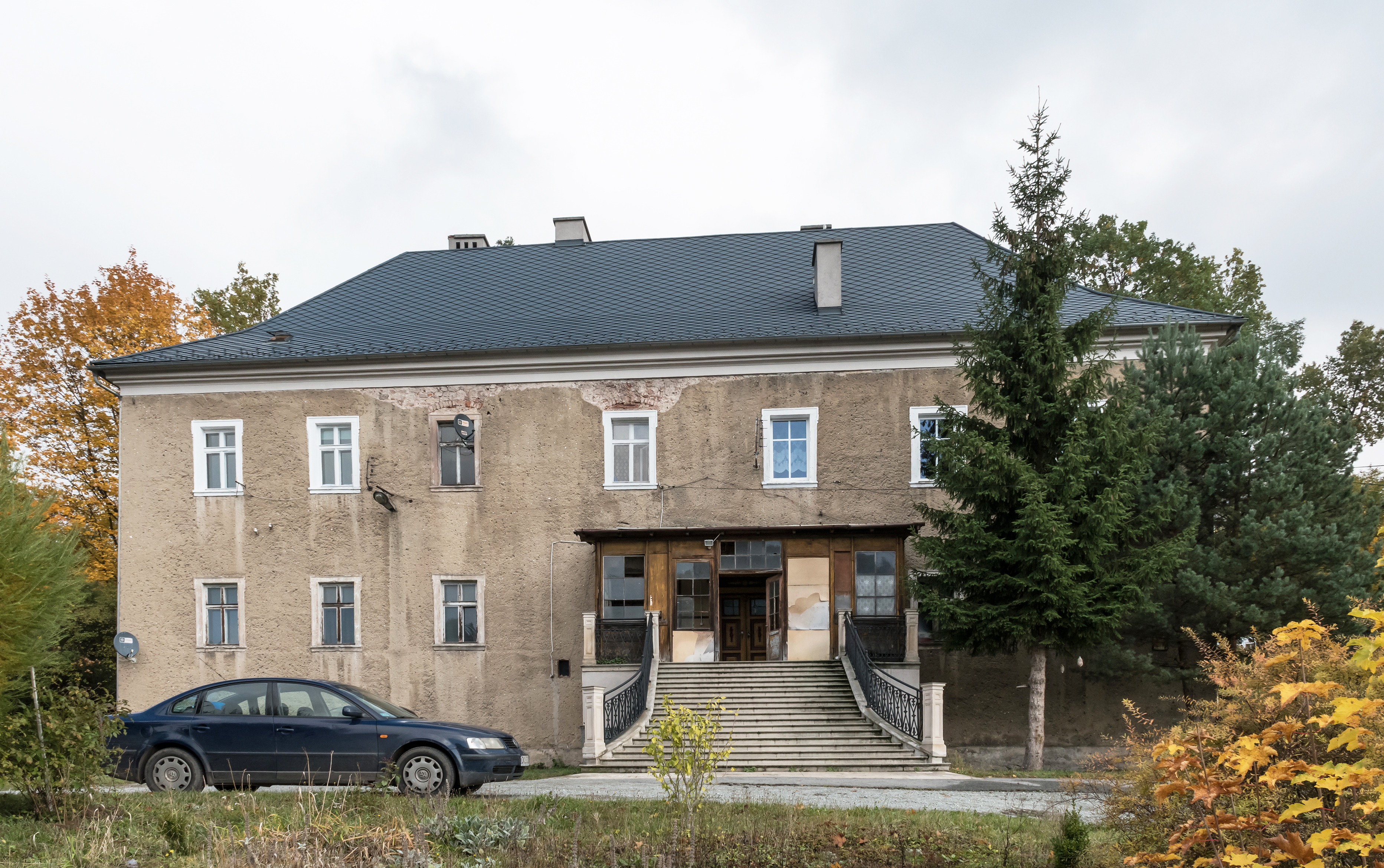
Dwór Stillfriedów w Drogosławiu
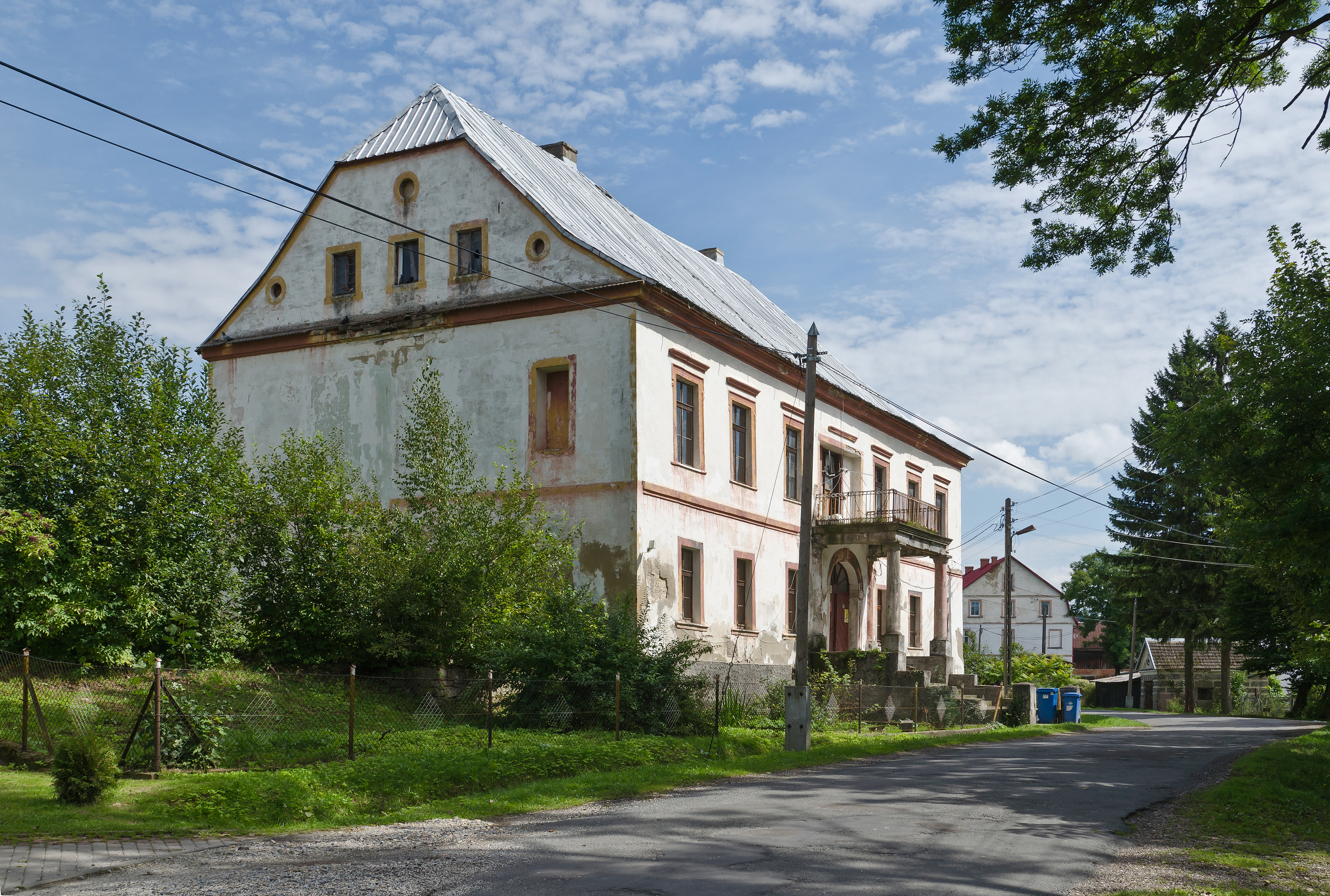
Dwór w Nowym Waliszowie